# Бор (Талицький міський округ)
Бор (рос. Бор) — присілок у складі Талицького міського округу Свердловської області.
Населення — 237 осіб (2010, 245 у 2002).
Національний склад станом на 2002 рік: росіяни — 93 %.